# Нове Водзімоньє
Нове Водзі́моньє (рос. Новое Водзимонье) — присілок у Вавозькому районі Удмуртії, Росія.
Населення — 9 осіб (2010; 14 в 2002).
Національний склад (2002):
- удмурти — 86 %

Урбаноніми:
- вулиці — Лучна